# Camp del carrer Indústria
El camp del carrer Indústria, popularment conegut com a l'Escopidora, fou el primer camp que el Futbol Club Barcelona tingué en possessió. El club hi va jugar des del 1909 fins al 1922. S'ubicava entre els actuals carrers de París (aleshores anomenat carrer Indústria), Urgell, Villarroel i Londres. L'accés principal era per Indústria i la dels socis per Urgell.

## Història

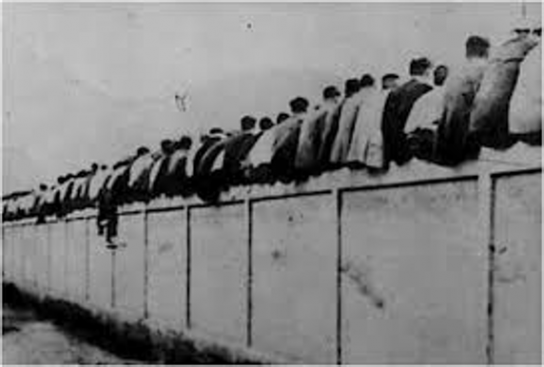
Espectadors mirant un partit del Barça al camp del carrer de la Indústria (1909-1922). D'aquí ve el sobrenom de «culers» dels seguidors del Futbol Club Barcelona

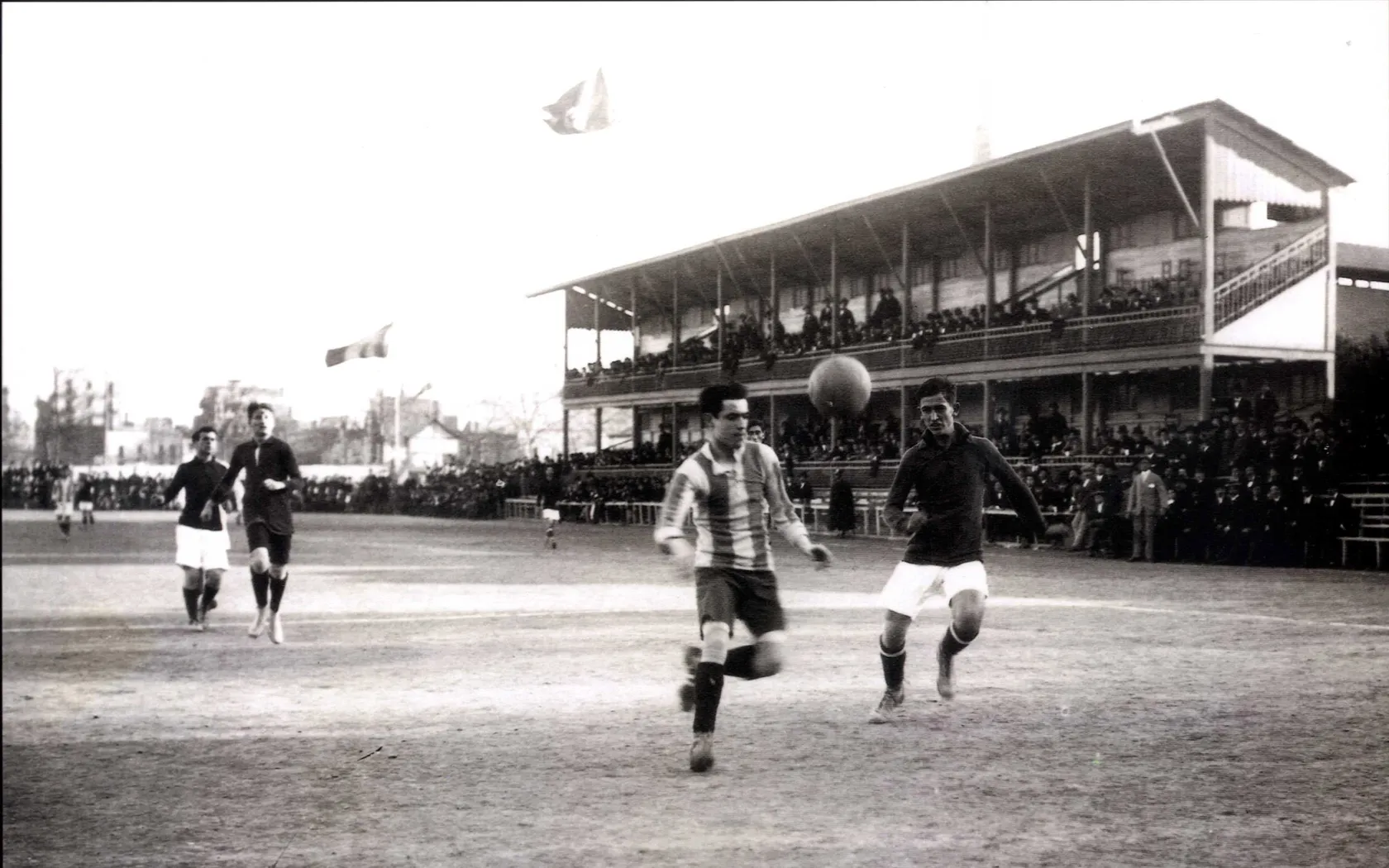
Al camp del Barça del carrer de la Indústria l'any 1916 s'hi va aixecar una tribuna de dos pisos, la primera en un camp de futbol a Espanya, que va ampliar la capacitat fins a 6.000 espectadors

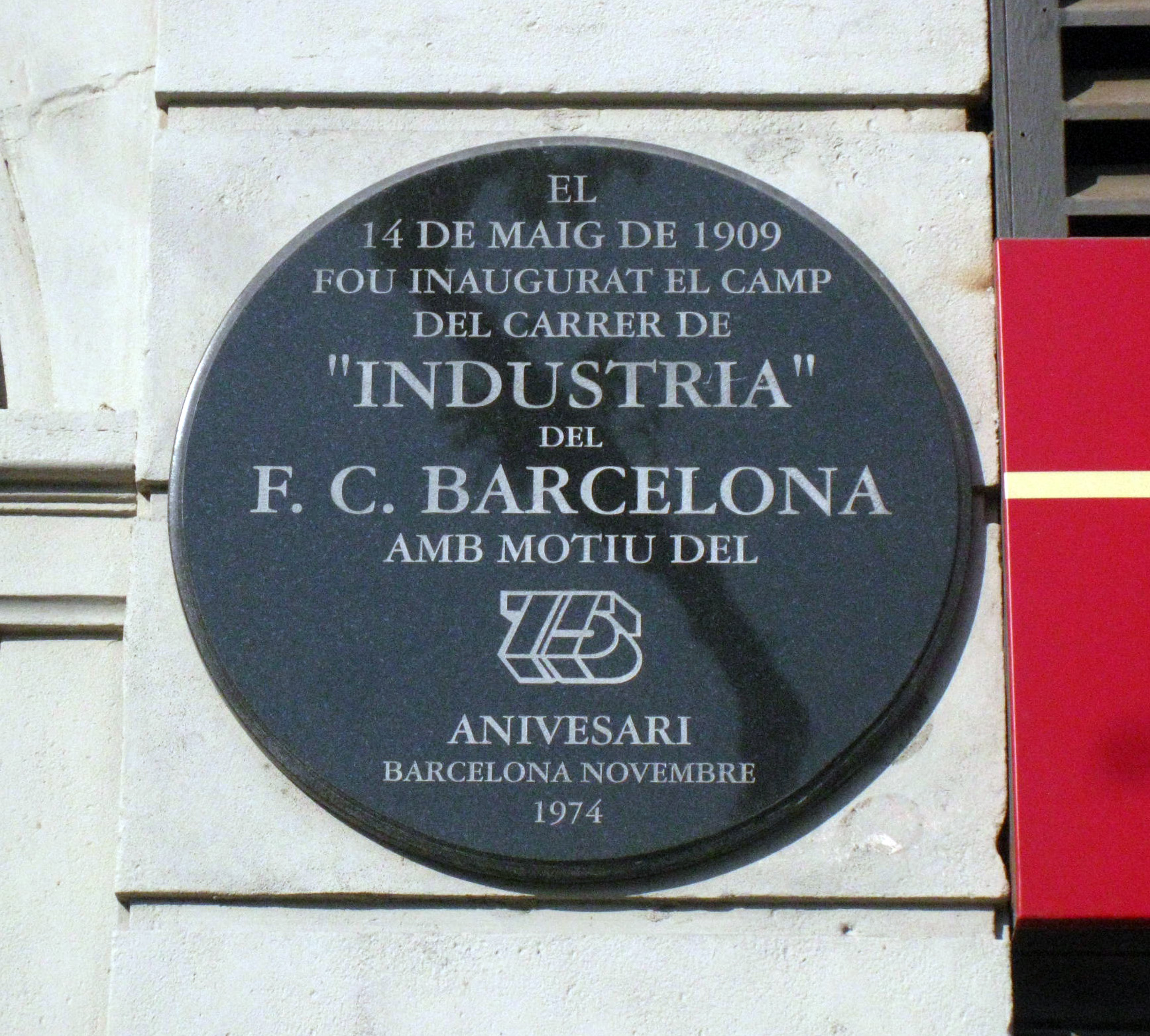
Placa commemorativa de la inauguració de l'estadi

Després de 10 anys de vagar de camp en camp, de lloguer de lloguer, pels diferents camps del Velòdrom de la Bonanova, del Casanoves, de la carretera d'Horta, del carrer Muntaner i de la Plaça d'Armes, Joan Gamper va decidir la consolidació del Club comprant un camp propi el 1909. El 14 de març de 1909 es va inaugurar sense cap acte especial el Camp del carrer Indústria (actualment carrer de París) que va ser batejat popularment amb el nom de L'Escopidora per les seves reduïdes dimensions. El primer partit que es va jugar va ser contra el FC Català en partit del Campionat de Catalunya de futbol, on el Barça va empatar a dos gols. El primer gol el va marcar Romà Forns i el segon Carlos Wallace. En el segon partit disputat al nou estadi, el Barça va guanyar, proclamant-se campió de Catalunya.
En aquest camp va ser on es va iniciar la primera època daurada del FC Barcelona. Es va produir un important salt en la qualitat de l'equip, a causa dels fitxatges de diversos jugadors de renom en l'època, com Samitier, Paulino Alcántara, Emili Sagi i Ricardo Zamora a la porteria, entre d'altres.
Els seguidors blaugranes abarrotaven el camp cada diumenge per presenciar l'equip a les Copes de Catalunya i d'Espanya. Anava tanta gent a l'estadi que molts d'ells havien de seure a la vora de la part alta de tribuna, de manera que els transeünts que passejaven pels voltants de l'estadi durant el partit, veien com sobresortien els culs del públic, de manera que van començar a cridar als seguidors del FC Barcelona com «culers», definició que ha arribat fins als nostres dies.

## Característiques
El camp va ser tota una revolució a la ciutat de Barcelona per la modernitat de les seves instal·lacions. Era el primer camp de futbol d'Espanya que comptava amb il·luminació artificial. La seva tribuna de dos pisos de fusta tenia una capacitat per a 1.500 persones, que al costat de la capacitat del carrer arribava una capacitat màxima de 6.000 persones. En el seu inici, el camp no posseïa ni vestidors, ni dutxes, de manera que els jugadors després els partits, es rentaven amb una palangana i un gerro d'aigua freda. Posteriorment, es van construir vestidors i dutxes. El terreny de joc tenia unes mesures de 91 m de llarg per 52 metres d'ample. No hi havia tanques de seguretat que protegissin el terreny de joc.
Considerat el millor de la ciutat, va ser el primer camp amb graderies, i inicialment tenia un aforament per a 1.500 espectadors, però l’any 1916 es va aixecar una tribuna de dos pisos, la primera en un camp de futbol a Espanya, que va ampliar la capacitat i va arribar a un aforament de 6.000 espectadors.

## Títols aconseguits en aquest camp
Mentre jugava en aquest camp, el FC Barcelona va aconseguir 13 títols oficials:
- 8 títols del Campionat de Catalunya de futbol: 1909-10, 1910-11, 1912-13, 1915-16, 1918-19, 1919-20, 1920-21 i 1921-22.
- 5 títols de la Copa d'Espanya: 1910, 1912, 1913, 1920 i 1922.

A més de les finals de Copa d'Espanya guanyades pel FC Barcelona el 1912 i 1913, també es va disputar en aquest camp la final de 1916, guanyada per l'Athletic de Bilbao.

## Trasllat a Les Corts
A causa dels èxits aconseguits pel FC Barcelona i al creixent nombre de socis es va decidir el trasllat a un camp més gran, de manera que l'equip es va traslladar al Camp de les Corts, que va ser inaugurat el 20 de maig de 1922.

## Partits d'homenatge
Font: PARTITS D'HOMENATGE A JUGADORS
- 4 de febrer de 1917: Primer partit en homenatge a un jugador del Barça: Ramón Torralba, que defensà la samarreta blaugrana entre 1913 i 1928. FC Barcelona 6 - Terrassa 2.
- 14 d'abril de 1918: Vinyals (1914-1926). FC Barcelona 1 - Sabadell 0.
- 9 de juny de 1918: Emili Blanco (1916-1925) i Josep Rodríguez (1916-1922). FC Barcelona 4 - Europa 1.
- 13 d'octubre de 1918: Vicenç Martinez (1915-1923). FC Barcelona 2 - Europa 1.
- 19 d'octubre de 1919: Lluís Bru (1915-1921) i Eduard Reguera (1913-1920). FC Barcelona 2 - Espanya 2.
- 24 d'abril de 1920: Paulí Alcántara (1912-1916 i 1918-1927). FC Barcelona 4 - Europa 1.
- 26 de desembre de 1920: Félix Sesúmaga (1919-1921). FC Barcelona 2 - Sporting de Gijón 1.
- 13 de febrer de 1921: Agusti Sancho (1917-1922 i 1923-28). FC Barcelona 7 - Terrassa 2.